# Tournoi de tennis US Hardcourt
L'US Hardcourt est un tournoi de tennis féminin du circuit professionnel WTA organisé dans différentes villes des États-Unis.
Se jouant sur dur, comme son nom l'indique, la dernière édition de l'épreuve date de 1997. 
Le Tournoi de New Haven lui succède l'année suivante au calendrier WTA.
Avec trois succès, Steffi Graf détient le record de titres en simple.

## Palmarès

### Simple
| No       | Date       | Nom et lieu du tournoi                               | Catégorie      | Dotation       | Surface        | Vainqueure            | Finaliste             | Score          |                |
| -------- | ---------- | ---------------------------------------------------- | -------------- | -------------- | -------------- | --------------------- | --------------------- | -------------- | -------------- |
| 1        | 05-10-1948 | US Hard Court Championships, San Francisco           |                | NC             | Dur (ext.)     | Gussie Moran          | Virginia Wolfenden    | 2-6, 6-1, 6-2  | Tableau        |
| 2        | 19-09-1949 | US Hard Court Championships, Berkeley                |                | NC             | Dur (ext.)     | Doris Hart            | Dorothy Head          | 6-3, 6-4       | Tableau        |
| 3        | 18-09-1950 | US Hard Court Championships, Berkeley                |                | NC             | Dur (ext.)     | Patricia Canning Todd | Magda Rurac           | 6-2, 6-1       | Tableau        |
| 4        | 25-06-1951 | US Hard Court Championships, Salt Lake City          |                | NC             | Dur (ext.)     | Patricia Canning Todd | Anita Kanter          | 6-1, 6-4       |                |
| 5        | 02-06-1952 | US Hard Court Championships, Seattle                 |                | NC             | Dur (ext.)     | Mary Prentiss         | Anita Kanter          | 6-1, 8-6       |                |
| 6        | 07-06-1953 | US Hard Court Championships, Salt Lake City          |                | NC             | Dur (ext.)     | Anita Kanter          | Joan Merciadis        | 6-0, 6-4       |                |
| 7        | 06-12-1954 | US Hardcourts, La Jolla                              |                | NC             | Dur (ext.)     | Beverly Baker         | Barbara Green         | 6-1, 6-3       | Tableau        |
| 8        | 05-12-1955 | US Hard Court Championships, La Jolla                |                | NC             | Dur (ext.)     | Mimi Arnold           | Patricia Canning Todd | 6-0, 6-0       |                |
| 9        | 13-12-1956 | US Hard Court Championships, La Jolla                |                | NC             | Dur (ext.)     | Nancy Kiner           | Patricia Canning Todd | 6-4, 5-7, 7-5  |                |
| 10       | 12-12-1957 | US Hard Court Championships, La Jolla                |                | NC             | Dur (ext.)     | Beverly Fleitz        | Mimi Arnold           | 6-1, 6-1       |                |
| 11       | 11-12-1958 | US Hard Court Championships, La Jolla                |                | NC             | Dur (ext.)     | Beverly Fleitz        | Karen Hantze          | 6-1, 8-6       |                |
| 12       | 26-07-1959 | US Hard Court Championships, Denver                  |                | NC             | Dur (ext.)     | Sandra Reynolds       | Beverly Fleitz        | 6-3, 6-2       |                |
| 13       | 30-11-1960 | US Hard Court Championships, La Jolla                |                | NC             | Dur (ext.)     | Katherine D. Chabot   | Karen Hantze          | 4-6, 7-5, 7-5  |                |
| 14       | 07-12-1961 | US National Hard Courts, La Jolla                    |                | NC             | Dur (ext.)     | Nancy Richey          | Dorothy Knode         | 6-1, 6-1       | Tableau        |
| 15       | 11-06-1962 | US Hard Court Championships, Seattle                 |                | NC             | Dur (ext.)     | Carol Hanks           | Marilyn Montgomery    | 7-5, 6-3       |                |
| 16       | 05-12-1963 | National US Hardcourt Championships , La Jolla       |                | NC             | Dur (ext.)     | Darlene Hard          | Tory Ann Fretz        | 6-1, 8-6       | Tableau        |
| 17       | 01-06-1964 | US Hard Court Championships, Sacramento              |                | NC             | Dur (ext.)     | Kathleen Harter       | Kathy Blake           | 6-1, 6-0       |                |
| 18       | 29-05-1965 | US Hard Court Championships, Sacramento              |                | NC             | Dur (ext.)     | Rosie Casals          | Kathleen Harter       | 6-4, 4-6, 6-2  |                |
| 19       | 16-05-1966 | USLTA Hard Courts, La Jolla                          |                | NC             | Dur (ext.)     | Billie Jean King      | Patti Hogan           | 7-5, 6-0       | Tableau        |
| 20       | 27-05-1967 | US Hard Court Championships, Sacramento              |                | NC             | Dur (ext.)     | Peaches Bartkowicz    | Valerie Ziegenfuss    | 6-4, 6-4       |                |
| Ère Open |            |                                                      |                |                |                |                       |                       |                |                |
| 21       | 03-10-1968 | US Hard Court Championships, La Jolla                |                | NC             | Dur (ext.)     | Maryna Godwin         | Janet Newberry        | 6-3, 8-6       |                |
| 22       | 24-05-1969 | US Hard Court Championships, Sacramento              |                | NC             | Dur (ext.)     | Eliza Pande           | Kristien Kemmer       | 7-5, 6-4       |                |
|          | 1970-1987  | Pas de tournoi                                       | Pas de tournoi | Pas de tournoi | Pas de tournoi | Pas de tournoi        | Pas de tournoi        | Pas de tournoi | Pas de tournoi |
| 23       | 29-02-1988 | US Hard Court Championships, San Antonio             | Tier IV        | 200 000 $      | Dur (ext.)     | Steffi Graf           | Katerina Maleeva      | 6-4, 6-1       | Tableau        |
| 24       | 27-02-1989 | US Hard Court Championships, San Antonio             | Tier IV        | 200 000 $      | Dur (ext.)     | Steffi Graf           | Ann Henricksson       | 6-1, 6-4       | Tableau        |
| 25       | 26-03-1990 | US Hard Court Championships, San Antonio             | Tier III       | 225 000 $      | Dur (ext.)     | Monica Seles          | Manuela Maleeva       | 6-4, 6-3       | Tableau        |
| 26       | 25-03-1991 | US Hard Court Championships, San Antonio             | Tier III       | 225 000 $      | Dur (ext.)     | Steffi Graf           | Monica Seles          | 6-4, 6-3       | Tableau        |
| 27       | 23-03-1992 | Acura US Hard Court Championships, San Antonio       | Tier III       | 225 000 $      | Dur (ext.)     | Martina Navrátilová   | Nathalie Tauziat      | 6-2, 6-1       | Tableau        |
| 28       | 26-07-1993 | Acura US Hard Court Championships, Stratton Mountain | Tier II        | 375 000 $      | Dur (ext.)     | Conchita Martínez     | Zina Garrison         | 6-3, 6-2       | Tableau        |
| 29       | 25-07-1994 | Acura US Hard Court Championships, Stratton Mountain | Tier II        | 400 000 $      | Dur (ext.)     | Conchita Martínez     | Arantxa Sánchez       | 4-6, 6-3, 6-4  | Tableau        |
|          | 1995-1996  | Pas de tournoi                                       | Pas de tournoi | Pas de tournoi | Pas de tournoi | Pas de tournoi        | Pas de tournoi        | Pas de tournoi | Pas de tournoi |
| 30       | 18-08-1997 | US Hard Court Championships, Atlanta                 | Tier II        | 450 000 $      | Dur (ext.)     | Lindsay Davenport     | Sandrine Testud       | 6-4, 6-1       | Tableau        |

### Double
| No       | Date       | Nom et lieu du tournoi                              | Catégorie      | Dotation       | Surface        | Vainqueures                            | Finalistes                           | Score          |                |
| -------- | ---------- | --------------------------------------------------- | -------------- | -------------- | -------------- | -------------------------------------- | ------------------------------------ | -------------- | -------------- |
| 1        | 05-10-1948 | US Hard Court Championships San Francisco           |                | NC             | Dur (ext.)     | Louise Brough Margaret Osborne         | Virginia Wolfenden Sheila Piercey    | 6-3, 6-3       | Tableau        |
| 2        | 19-09-1949 | US Hard Court Championships Berkeley                |                | NC             | Dur (ext.)     | Virginia Wolfenden Gussie Moran        | Shirley Fry Doris Hart               | 6-2, 6-4       | Tableau        |
| 3        | 18-09-1950 | US Hard Court Championships Berkeley                |                | NC             | Dur (ext.)     | Barbara Scofield Patricia Canning Todd | Magda Rurac Wilma Smith              | 6-2, 6-4       | Tableau        |
| 4        | 25-06-1951 | US Hard Court Championships Salt Lake City          |                | NC             | Dur (ext.)     | Anita Kanter Patricia Canning Todd     | NC                                   | NC             |                |
| 5        | 02-06-1952 | US Hard Court Championships Seattle                 |                | NC             | Dur (ext.)     | Mary Prentiss Julia Sampson            | Anita Kanter Patsy Heard             | 7-5, 6-2       |                |
| 6        | 07-06-1953 | US Hard Court Championships Salt Lake City          |                | NC             | Dur (ext.)     | Barbara Lum Doris Popple               | Jo Freed Anita Kanter                | 4-6, 6-4, 7-5  |                |
| 7        | 06-12-1954 | US Hardcourts La Jolla                              |                | NC             | Dur (ext.)     | Dorothy Cheney Darlene Hard            | Patricia Canning Todd Mary Prentiss  | 5-7, 7-5, 6-0  | Tableau        |
| 8        | 05-12-1955 | US Hard Court Championships La Jolla                |                | NC             | Dur (ext.)     | Gracyn Kelleher Patricia Canning Todd  | Estelle Kristensen Pat Yeomans       | 7-5, 6-1       |                |
| 9        | 13-12-1956 | US Hard Court Championships La Jolla                |                | NC             | Dur (ext.)     | Nancy Kiner Patricia Canning Todd      | Mary Prentiss Betty Struthers        | 6-4, 2-6, 7-5  |                |
| 10       | 12-12-1957 | US Hard Court Championships La Jolla                |                | NC             | Dur (ext.)     | Beverly Fleitz Patricia Canning Todd   | Dorothy Cheney Sally Moore           | 6-0, 6-0       |                |
| 11       | 11-12-1958 | US Hard Court Championships La Jolla                |                | NC             | Dur (ext.)     | Sally Moore Gwyneth Thomas             | Beverly Fleitz Patricia Canning Todd | 5-7, 6-4, 6-4  |                |
| 12       | 26-07-1959 | US Hard Court Championships Denver                  |                | NC             | Dur (ext.)     | Sandra Reynolds Renee Schuurman        | NC                                   | NC             |                |
| 13       | 30-11-1960 | US Hard Court Championships La Jolla                |                | NC             | Dur (ext.)     | Carole Caldwell Katherine D. Chabot    | Barbara Browning Maggie Taylor       | 6-2, 6-3       |                |
| 14       | 07-12-1961 | US National Hard Courts La Jolla                    |                | NC             | Dur (ext.)     | Dorothy Knode Mary Prentiss            | Dorothy Bundy Maggie Taylor          | 6-4, 6-2       | Tableau        |
| 15       | 11-06-1962 | US Hard Court Championships Seattle                 |                | NC             | Dur (ext.)     | Marilyn Montgomery Janet Adkisson      | Jane Yee Linda Yee                   | 6-2, 6-2       |                |
| 16       | 05-12-1963 | National US Hardcourt Championships La Jolla        |                | NC             | Dur (ext.)     | Darlene Hard Paulette Verzin           | Tory Ann Fretz Patti Hogan           | 3-6, 6-2, 6-3  | Tableau        |
| 17       | 01-06-1964 | US Hard Court Championships Sacramento              |                | NC             | Dur (ext.)     | Mimi Arnold Barbara Benigni            | Jean Danilovich Sue Shrader          | 6-4, 6-3       |                |
| 18       | 29-05-1965 | US Hard Court Championships Sacramento              |                | NC             | Dur (ext.)     | Kathleen Harter Sue Shrader            | Rosie Casals Cecilia Martinez        | 6-4, 2-6, 8-6  |                |
| 19       | 16-05-1966 | USLTA Hard Courts La Jolla                          |                | NC             | Dur (ext.)     | Rosie Casals Billie Jean King          | Dorothy Bundy Nancy Richey           | 6-2, 6-4       | Tableau        |
| 20       | 27-05-1967 | US Hard Court Championships Sacramento              |                | NC             | Dur (ext.)     | Valerie Ziegenfuss Stephanie Grant     | Peaches Bartkowicz Sue Shrader       | 8-6, 9-7       |                |
| Ère Open |            |                                                     |                |                |                |                                        |                                      |                |                |
| 21       | 03-10-1968 | US Hard Court Championships La Jolla                |                | NC             | Dur (ext.)     | Patti Hogan Maryna Godwin              | Janie Freeman Valerie Ziegenfuss     | 6-2, 6-2       |                |
| 22       | 24-05-1969 | US Hard Court Championships Sacramento              |                | NC             | Dur (ext.)     | Pam Austin Tam O'Shaughnessy           | Cathie Anderson Barbara Downs        | 6-4, 6-1       |                |
|          | 1970-1987  | Pas de tournoi                                      | Pas de tournoi | Pas de tournoi | Pas de tournoi | Pas de tournoi                         | Pas de tournoi                       | Pas de tournoi | Pas de tournoi |
| 23       | 29-02-1988 | US Hard Court Championships San Antonio             | Tier IV        | 200 000 $      | Dur (ext.)     | Lori McNeil Helena Suková              | Rosalyn Fairbank Gretchen Rush       | 6-3, 6-7, 6-2  | Tableau        |
| 24       | 27-02-1989 | US Hard Court Championships San Antonio             | Tier IV        | 200 000 $      | Dur (ext.)     | Katrina Adams Pam Shriver              | Patty Fendick Jill Hetherington      | 3-6, 6-1, 6-4  | Tableau        |
| 25       | 26-03-1990 | US Hard Court Championships San Antonio             | Tier III       | 225 000 $      | Dur (ext.)     | Kathy Jordan Elizabeth Smylie          | Gigi Fernández Robin White           | 7-5, 7-5       | Tableau        |
| 26       | 25-03-1991 | US Hard Court Championships San Antonio             | Tier III       | 225 000 $      | Dur (ext.)     | Patty Fendick Monica Seles             | Jill Hetherington Kathy Rinaldi      | 7-6, 6-2       | Tableau        |
| 27       | 23-03-1992 | Acura US Hard Court Championships San Antonio       | Tier III       | 225 000 $      | Dur (ext.)     | Martina Navrátilová Pam Shriver        | Patty Fendick Andrea Strnadová       | 3-6, 6-2, 7-6  | Tableau        |
| 28       | 26-07-1993 | Acura US Hard Court Championships Stratton Mountain | Tier II        | 375 000 $      | Dur (ext.)     | Elizabeth Smylie Helena Suková         | Manuela Maleeva Mercedes Paz         | 6-1, 6-2       | Tableau        |
| 29       | 25-07-1994 | Acura US Hard Court Championships Stratton Mountain | Tier II        | 400 000 $      | Dur (ext.)     | Pam Shriver Elizabeth Smylie           | Conchita Martínez Arantxa Sánchez    | 7-6, 2-6, 7-5  | Tableau        |
| 30       | 18-08-1997 | US Hard Court Championships Atlanta                 | Tier II        | 450 000 $      | Dur (ext.)     | Nicole Arendt Manon Bollegraf          | Alexandra Fusai Nathalie Tauziat     | 6-7, 6-3, 6-2  | Tableau        |

### Double mixte
| No | Date       | Nom et lieu du tournoi | Catégorie | Dotation | Surface    | Vainqueures                             | Finalistes                   | Score         |         |
| -- | ---------- | ---------------------- | --------- | -------- | ---------- | --------------------------------------- | ---------------------------- | ------------- | ------- |
| 1  | 06-12-1954 | US Hardcourts La Jolla |           | NC       | Dur (ext.) | Patricia Canning Todd William C. Crosby | Darlene Hard George Druliner | 6-1, 6-8, 6-0 | Tableau |